# Owen Wilson
Owen Cunningham Wilson (* 18. listopadu 1968, Dallas, Texas, USA) je americký herec, komik a scenárista.

## Dětství
Narodil se v Dallasu fotografce Lauře Cunningham Wilson a Robertu Andrewovi Wilsonovi, pracovníku v reklamě a operátorovi ve veřejné televizní stanici. Má staršího bratra Andrewa a mladšího Lukea, kteří se oba rovněž zabývají filmařstvím. Jeho rodina pochází původně z Massachusetts, jedná se o irské Američany a římské katolíky.
Ze základní školy byl v desátém ročníku vyloučen, protože ukradl učitelskou učebnici kvůli pomoci při domácí úloze. Jeho střední školou je New Mexico Military Institute v Roswellu v Novém Mexiku.

## Kariéra
Jeho první filmovou rolí byl Dignan ve snímku Wese Andersona Grázlové. Pak s Andersonem pracoval na dalších filmech – Jak jsem balil učitelku a Taková zvláštní rodinka. Poslední film byl kriticky i komerčně úspěšný. Wilson za něj byl nominován na Oscara v kategorii Nejlepší původní scénář.
Začal rychle získávat role ve vysokorozpočtových filmech jako Cable Guy, režírovaný Benem Stillerem. Po malých rolích v akčních filmech jako Anakonda, Armageddon a Zámek hrůzy, se objevil ve dvou dramatických rolích – ve vedlejší roli v Půlnoc nikdy nekončí a hlavní roli sériového vraha ve snímku The Minus Man.
V roce 2000 prorazil rolí ve filmu Tenkrát na východě, kde se objevil po boku akční hvězdy Jackieho Chana. Film utržil po celém světě více než 100 milionů dolarů. Úspěch pokračoval rolí vedle Bena Stillera a Willa Ferrella ve filmu Zoolander. V Tenkrát na východě si Wilsona všiml Gene Hackman a doporučil ho jako svého partnera do filmu Za nepřátelskou linií.
V roce 2002 hrál spolu s Eddiem Murphym ve filmu Jsem agent, remakeu televizního seriálu, jenž komerčně propadl. O rok později se na plátně znovu setkal s Jackiem Chanem díky snímku Rytíři ze Šanghaje. Ve stejném roce hrál v dalším remakeu televizního seriálu – Starsky & Hutch. Kvůli zaneprázdněnosti jako herec, nemohl spolupracovat s Wesem Andersonem na scénáři snímku Život pod vodou, ale přijal v něm roli možného syna Billa Murrayho Neda Plimptona. Tato role byla napsaná přímo pro Wilsona.
V roce 2005 se objevil spolu s Vincem Vaughnem v kasovním trháku Nesvatbovi. V témže roce ztvárnil postavu Neila Kinga ve filmu režírovaném bratry Lukem a Andrewem Příběh Wendella Bakera. V dalším roce dal hlas postavě Bleska McQueena v animovaném filmu společností Disney a Pixar Auta, spolu s Kate Hudson účinkoval v My dva a křen a se Stillerem hrál v komedii Noc v muzeu.
V dalším filmu Wese Andersona Darjeeling s ručením omezeným se objevil v roce 2007. Následovaly filmy Tvrďák Taylor a Marley a já, filmová adaptace memoáru Johna Grogana, v níž spolupracoval s Jennifer Aniston. V roce 2011 ztvárnil hlavní roli Gila Pendera ve filmu Woodyho Allena Půlnoc v Paříži, za který byl nominován na Zlatý glóbus.
Média ho vedle Vince Vaughna, jeho bratra Lukea Wilsona, Jacka Blacka, Bena Stillera a Willa Ferrella zařadila do skupiny herců Frat Pack, s nimiž se často objevuje ve filmech.

## Osobní život
V roce 2007 byl Wilson převezen do nemocnice, média mluvila o sebevraždě. Jeho právník později prohlásil, že se herec léčí kvůli depresi. Následně se Wilson vzdal role ve filmu svého častého filmového partnera Bena Stillera Tropická bouře a byl nahrazen Matthewem McConaugheyem. Na veřejnosti se Wilson objevil znovu až v říjnu 2007 v Los Angeles na premiéře snímku Darjeeling s ručením omezeným. Wilson se od té doby o incidentu veřejně nevyjádřil. Hrál také v dosti oblíbeném filmu Marley a já.

## Filmografie

### Film
| Rok  | Název                                          | Role                 | Poznámky                                                                                 |
| ---- | ---------------------------------------------- | -------------------- | ---------------------------------------------------------------------------------------- |
| 1996 | Grázlové                                       | Dignan               |                                                                                          |
| 1996 | Cable Guy                                      | muž na rande s Robin |                                                                                          |
| 1997 | Anakonda                                       | Gary Dixon           |                                                                                          |
| 1998 | Armageddon                                     | Oscar                |                                                                                          |
| 1998 | Půlnoc nikdy nekončí                           | Nicky                |                                                                                          |
| 1999 | The Minus Man                                  | Vann                 |                                                                                          |
| 1999 | Snídaně šampionů                               | Monte Rapid          |                                                                                          |
| 1999 | Zámek hrůzy                                    | Luke Sanderson       |                                                                                          |
| 2000 | Tenkrát na východě                             | Roy O'Bannon         |                                                                                          |
| 2000 | Fotr je lotr                                   | Kevin Rawley         |                                                                                          |
| 2001 | Zoolander                                      | Hansel               |                                                                                          |
| 2001 | Taková zvláštní rodinka                        | Eli Cash             | rovněž výkonný producent a spoluscenárista nominace na Oscara za nejlepší původní scénář |
| 2001 | Za nepřátelskou linií                          | Chris Burnett        |                                                                                          |
| 2002 | Jsem agent                                     | Alex                 | nominace na Zlatou malinu v kategorii Nejhorší obsazení                                  |
| 2003 | Rytíři ze Šanghaje                             | Roy O'Bannon         |                                                                                          |
| 2004 | Velká rána                                     | Jack Ryan            |                                                                                          |
| 2004 | Starsky & Hutch                                | Ken Hutchinson       |                                                                                          |
| 2004 | Cesta kolem světa za 80 dní                    | Wilbur Wright        |                                                                                          |
| 2004 | Život pod vodou                                | Ned Plimpton         |                                                                                          |
| 2004 | Jeho fotr, to je lotr!                         | Kevin Rawley         |                                                                                          |
| 2005 | Příběh Wendella Bakera                         | Neil King            |                                                                                          |
| 2005 | Nesvatbovi                                     | John Beckwith        |                                                                                          |
| 2006 | Auta                                           | Blesk McQueen (hlas) |                                                                                          |
| 2006 | Burák a Bludička                               | Blesk McQueen (hlas) |                                                                                          |
| 2006 | My dva a křen                                  | Dupree               |                                                                                          |
| 2006 | Noc v muzeu                                    | Jedediah             | nebyl uveden v titulcích                                                                 |
| 2007 | Darjeeling s ručením omezeným                  | Francis              |                                                                                          |
| 2008 | Tvrďák Taylor                                  | Tvrďák Taylor        |                                                                                          |
| 2008 | Marley a já                                    | John Grogan          |                                                                                          |
| 2009 | Noc v muzeu 2                                  | Jedediah             |                                                                                          |
| 2009 | Fantastický pan Lišák                          | trenér Skip (hlas)   |                                                                                          |
| 2010 | Marmaduk                                       | Marmaduk (hlas)      |                                                                                          |
| 2010 | Poznáš, až to přijde?                          | Manny                |                                                                                          |
| 2010 | Fotři jsou lotři                               | Kevin Rawley         |                                                                                          |
| 2011 | The Big Year                                   | Kenny Bostick        |                                                                                          |
| 2011 | Půlnoc v Paříži                                | Gil Pender           | nominace na Zlatý glóbus v kategorii Nejlepší herec v komedii nebo muzikálu              |
| 2011 | Týden bez závazků                              | Rick                 |                                                                                          |
| 2011 | Auta 2                                         | Blesk McQueen (hlas) |                                                                                          |
| 2013 | Stážisti                                       | Nick Campbell        |                                                                                          |
| 2013 | Zpropadené dědictví                            | Steve Dallas         |                                                                                          |
| 2013 | Ptačí úlet                                     | Reggie (hlas)        |                                                                                          |
| 2014 | Grandhotel Budapešť                            | M. Chuck             |                                                                                          |
| 2014 | Historická pětistovka                          | Herec                |                                                                                          |
| 2014 | Je prostě báječná                              | Arnold Albertson     |                                                                                          |
| 2014 | Nebojácné pastelky                             | Ricky, drag (hlas)   |                                                                                          |
| 2014 | Noc v muzeu: Tajemství hrobky                  | Jedediah             |                                                                                          |
| 2014 | Skrytá vada                                    | Coy Harlingen        |                                                                                          |
| 2015 | Převrat                                        | Jack Dwyer           |                                                                                          |
| 2016 | Zilionáři                                      | Steve                |                                                                                          |
| 2016 | Zoolander No. 2                                | Hansel               |                                                                                          |
| 2017 | (Ne)obyčejný kluk                              | Nate                 |                                                                                          |
| 2017 | Auta 3                                         | Blesk McQueen (hlas) |                                                                                          |
| 2017 | Bastardi                                       | Kyle Reynolds        |                                                                                          |
| 2017 | Lost in London                                 | Owen                 |                                                                                          |
| 2020 | Shanghai Dawn                                  | Roy O'Bannon         |                                                                                          |
| 2021 | Blaženost                                      | Greg Wittle          |                                                                                          |
| 2021 | Vem si mě                                      | Charlie Gilbert      |                                                                                          |
| 2021 | Francouzská depeše Liberty, Kansas Evening Sun | Herbsaint Salzerac   |                                                                                          |
| 2023 | Strašidelný dům                                | Kent                 | postprodukce                                                                             |
| 2023 | Ant-Man a Wasp: Quantumania                    | Mobius M. Mobius     | cameo, potitulková scéna                                                                 |

### Televize
| Rok       | Název                                     | Role                       | Poznámky                                               |
| --------- | ----------------------------------------- | -------------------------- | ------------------------------------------------------ |
| 1999      | Heat Vision and Jack                      | Doug (hlas)                |                                                        |
| 2001      | Tatík Hill a spol.                        | Rhett Van Der Graaf (hlas) | díl: „Luanne Virgin 2.0“                               |
| 2010      | Zpátky do školy                           | Člen studijní skupiny      | díl: „Investigativní žurnalistika“, nekreditovaná role |
| 2013      | Drunk History                             | John Harvey Kellogg        | díl: „Detroit“                                         |
| 2014      | Autogrotesky: Povídačky z Kardanové lhoty | Blesk McQueen (hlas)       | díl: „The Radiator Springs 500 1/2“                    |
| 2016      | Saturday Night Live                       | Hansel McDonald            | díl: „Larry David/The 1975“                            |
| 2019      | Documentary Now!                          | Otec Ra-Shawbard           | díl: „Bathsh*t Valley“                                 |
| 2021–2023 | Loki                                      | Mobius M. Mobius           |                                                        |
| 2022      | Auta na cestách                           | Blesk McQueen (hlas)       | 9 dílů                                                 |